# Lauri Lehtinen (calciatore 1909)
Lauri Lennart Lehtinen (11 marzo 1909 – 30 settembre 1991) è stato un calciatore finlandese.

## Carriera

### Nazionale
Ha disputato 8 partite in nazionale, segnando 3 reti.